# Grantjärnen (Äppelbo socken, Dalarna)
Grantjärnen är en sjö i Vansbro kommun i Dalarna och ingår i Dalälvens huvudavrinningsområde. Sjön har en area på 0,118 kvadratkilometer och ligger 286,9 meter över havet.

## Delavrinningsområde
Grantjärnen ingår i det delavrinningsområde (671042-139651) som SMHI kallar för Ovan VDRID = Liss-Granan i Västerdalälvens vatten*. Medelhöjden är 282 meter över havet och ytan är 9 kvadratkilometer. Räknas de 359 avrinningsområdena uppströms in blir den ackumulerade arean 4 095,58 kvadratkilometer. Västerdalälven som avvattnar avrinningsområdet har biflödesordning 2, vilket innebär att vattnet flödar genom totalt 2 vattendrag innan det når havet efter 349 kilometer. Avrinningsområdet består mestadels av skog (40 procent) och sankmarker (52 procent). Avrinningsområdet har 0,58 kvadratkilometer vattenytor vilket ger det en sjöprocent på 6,4 procent.